# Tanya van Graan
Tanya van Graan (* 13. Dezember 1983) ist eine südafrikanische Schauspielerin. 

## Karriere
Neben Auftritten in südafrikanischen Produktionen, stand sie 2008 in dem Science-Fiction-Film Starship Troopers 3: Marauder, von Edward Neumeier, als Sgt. A. Sunday neben Jolene Blalock und Casper Van Dien vor der Kamera. Im Jahr 2010 war sie als Lily in der Horrorkomödie Lost Boys: The Thirst neben Tanit Phoenix und Corey Feldman zu sehen. Im gleichen Jahr verkörperte sie die Rolle Holly in dem Actionfilm Death Race 2 und arbeitete dabei ein weiteres Mal mit Tanit Phoenix zusammen vor der Kamera sowie in dessen 2012 erschienenen Fortsetzung, Death Race: Inferno. Darin verkörperte Graan den Charakter Amber und stand wie im Teil zuvor neben Luke Goss, Danny Trejo und Ving Rhames vor der Kamera. Alle drei Filme wurden als Direct-to-DVD veröffentlicht. In dem Thriller Zulu von Jérôme Salle spielte sie 2013 die Nebenrolle Tara neben Orlando Bloom und Forest Whitaker. Weitere Rollen folgten.

## Filmografie (Auswahl)
- 2004: Koffie (Kurzfilm)
- 2004: Snitch (Fernsehserie, eine Folge)
- 2008: Starship Troopers 3: Marauder
- 2010: Mad Cow
- 2010: Lost Boys: The Thirst
- 2010: Death Race 2
- 2012: Death Race: Inferno (Death Race 3: Inferno)
- 2013: Zulu
- 2016: Tödliche Geheimnisse – Geraubte Wahrheit (Fernsehfilm)
- 2017: 24 Hours to Live
- 2017: The Dating Game Killer (Fernsehfilm)
- 2018: Dead in the Water (Fernsehfilm)
- 2018: Tremors 6 – Ein kalter Tag in der Hölle (Tremors: A Cold Day in Hell)
- 2019: Critters Attack! (Fernsehfilm)
- 2019: Inside Man – Most Wanted
- seit 2020: The Professionals – Gefahr ist ihr Geschäft (Professionals, Fernsehserie)
- 2022: Redeeming Love